# Boraceia
Boraceia is een gemeente in de Braziliaanse deelstaat São Paulo. De gemeente telt 4.439 inwoners (schatting 2009).